# Vivier-au-Court
Vivier-au-Court is een gemeente in het Franse departement Ardennes (regio Grand Est). De plaats maakt deel uit van het arrondissement Charleville-Mézières. Vivier-au-Court telde op 1 januari 2022 2.811 inwoners.

## Geografie
De oppervlakte van Vivier-au-Court bedroeg op 1 januari 2022 9,34 vierkante kilometer; de bevolkingsdichtheid was toen 301 inwoners per km².
De onderstaande kaart toont de ligging van Vivier-au-Court met de belangrijkste infrastructuur en aangrenzende gemeenten.

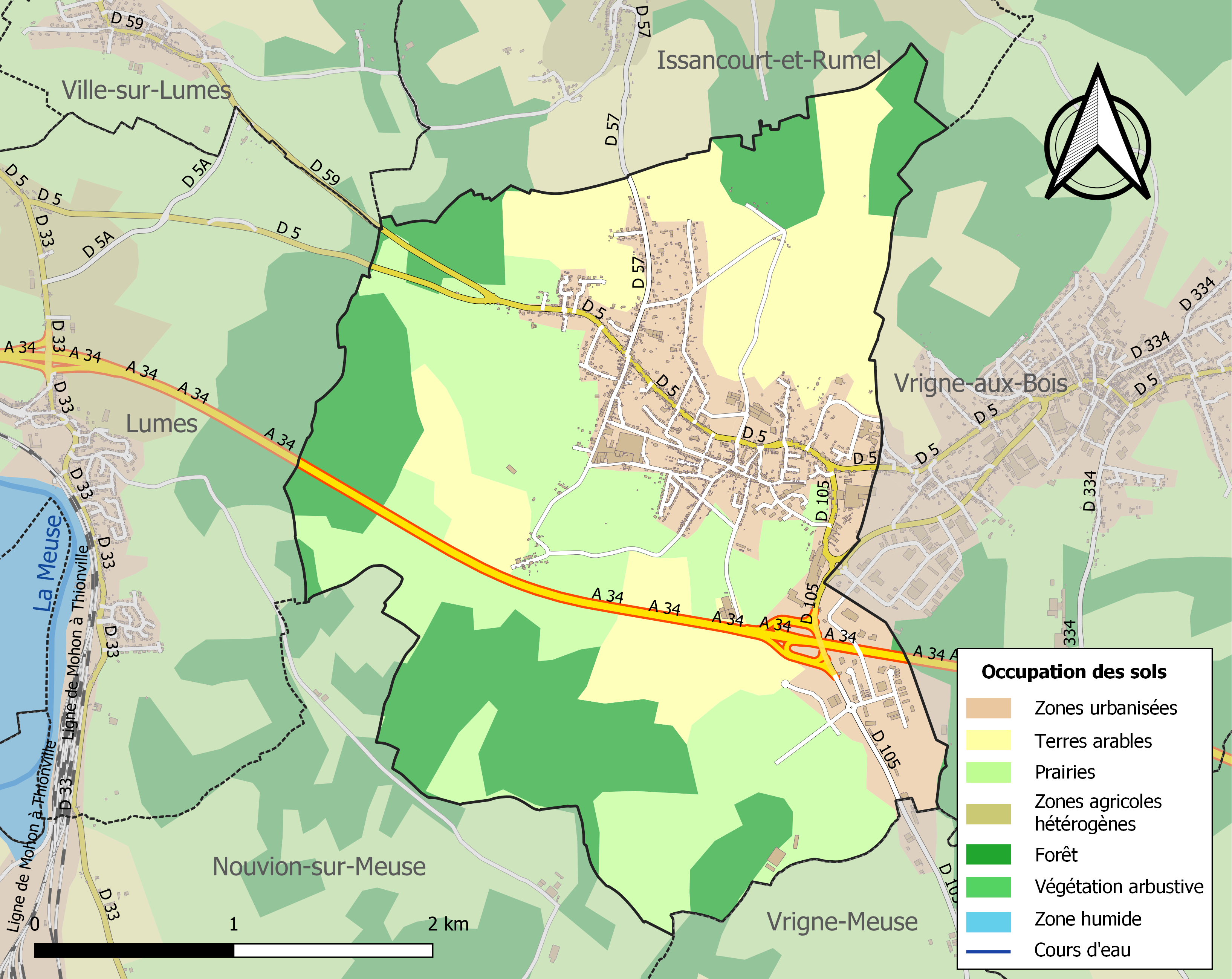

## Demografie
Onderstaande figuur toont het verloop van het inwonertal (bron: INSEE-tellingen).

Vanwege een beveiligingsprobleem met de MediaWiki Graph-software is het momenteel niet mogelijk deze grafiek weer te geven. Zodra de software is bijgewerkt zal de grafiek vanzelf weer zichtbaar worden.